# Serafin (Iwanow)
Serafin, imię świeckie Leonid Gieorgijewicz Iwanow (ur. 20 lipca?/1 sierpnia 1897 w Kursku, zm. 12 lipca 1987 w Mahopac) – biskup Rosyjskiego Kościoła Prawosławnego poza granicami Rosji.

## Życiorys
Po ukończeniu gimnazjum klasycznego w Kursku rozpoczął studia filologiczne na uniwersytecie w Moskwie, które przerwał, gdy w 1916 zaciągnął się jako ochotnik do 1 Syberyjskiego Korpusu Armijnego. Po wybuchu rosyjskiej wojny domowej, ponownie ochotniczo, dołączył do sił Białych i walczył pod dowództwem gen. Ławra Korniłowa, a następnie gen. Siergieja Markowa. W 1920 emigrował z Rosji. Dotarł do Królestwa SHS i ukończył studia filozoficzne i teologiczne na Uniwersytecie Belgradzkim w 1925. Następnie udał się na górę Athos, gdzie w 1926 złożył wieczyste śluby zakonne. W tym samym roku w Skopje przyjął święcenia kapłańskie.
W latach 1928–1946 przebywał w monasterze św. Hioba Poczajowskiego w Ladomirovej, w ostatnich latach jako jego przełożony. Koordynował wydawniczą działalność mnichów, drukujących w klasztorze prace o szeroko pojętej tematyce prawosławnej. W celu pozyskiwania funduszy na ten cel podróżował m.in. do Bułgarii. Pragnął również kolportować część wydawanych książek w ZSRR, co jednak nie było możliwe. W 1944 koordynował ewakuację monasteru w ucieczce przed Armią Czerwoną. Razem z innymi mnichami wyjechał do Berlina, następnie do Szwajcarii. W 1946 Pierwszy Hierarcha Rosyjskiego Kościoła Prawosławnego poza granicami Rosji, metropolita Anastazy (Gribanowski) oraz arcybiskup Hieronim wyświęcili go na biskupa Santiago i Chile z zamiarem skierowania go do pracy wśród rosyjskich emigrantów w Ameryce Południowej. Wyjazd tam okazał się jednak niemożliwy. Biskup Serafin udał się zatem do USA, gdzie kierowana przez niego wspólnota dołączyła do mnichów żyjących w monasterze Trójcy Świętej w Jordanville, zaś on sam został jego przełożonym. W 1948 wspominany jako biskup troicki. W nowym miejscu zamieszkania kontynuował działalność wydawniczą, publikując w rosyjskojęzycznych pismach drukowanych w monasterze.
W 1948 przeniósł się do Mahopac, gdzie założył skit Kursko-Korzennej Ikony Matki Bożej „Znak”, zwany Nową Pustelnią Korzenną. Był jego przełożonym od 1951 do 1957. W 1957 objął katedrę Chicago i Detroit, dwa lata później został podniesiony do godności arcybiskupiej. Od 1976 nosił tytuł arcybiskupa Chicago, Detroit i Środkowej Ameryki. W wymienionym roku został również pierwszym zastępcą Pierwszego Hierarchy Rosyjskiego Kościoła Prawosławnego poza granicami Rosji.
W połowie lat 80. przeniósł się do założonej przez siebie pustelni w Mahopac, gdzie w 1987 zmarł i został pochowany.